# Márcio Rezende de Freitas
Márcio Rezende (Timóteo, 1960. december 22.) brazil nemzetközi labdarúgó-játékvezető.

## Pályafutása

### Nemzeti játékvezetés
Az aktív nemzeti játékvezetéstől a FIFA 45 éves korhatárát elérve 2005-ben vonult vissza.

### Nemzetközi játékvezetés
A Brazil labdarúgó-szövetség Játékvezető Bizottsága 1989-ben terjesztette fel nemzetközi játékvezetőnek. Több válogatott és nemzetközi klubmérkőzést vezetett. Pályafutása alatt több, mint 1.100 bajnoki mérkőzést, ebből 269 élvonalbeli találkozót irányíthatott. Az aktív nemzetközi játékvezetéstől a FIFA 45 éves korhatárát elérve 2005-ben vonult vissza.

#### Labdarúgó-világbajnokság

##### U20-as labdarúgó-világbajnokság
Katar rendezte a 10., az 1995-ös ifjúsági labdarúgó-világbajnokságot, ahol a FIFA JB partbíróként alkalmazta.

###### 1995-ös ifjúsági labdarúgó-világbajnokság
| Időpont           | Helyszín               | Mérkőzés típusa              | Mérkőzés               | Eredmény | Nézők száma |
| ----------------- | ---------------------- | ---------------------------- | ---------------------- | -------- | ----------- |
| 1995. április 13. | Al-Ahly Stadion, Doha  | csoportmérkőzés (B. csoport) | Burundi–Spanyolország  | 1 – 5    | 1000        |
| 1995. április 20. | Olimpiai Stadion, Doha | csoportmérkőzés (D. csoport) | Ausztrália–Németország | 1 – 1    | 4000        |

---
Franciaországban rendezték a XVI., az 1998-as labdarúgó-világbajnokságot, ahol a Franciaország–Dél-Afrika (3:0) és a Belgium–Dél-Korea (1:1) csoportselejtező összecsapásokon szolgált játékvezetőként. Vezetett mérkőzéseinek száma: 2

#### Olimpia
Az 1992. évi nyári olimpiai játékok labdarúgó tornáján a Spanyolország–Egyiptom (2–0) csoporttalálkozót, az egyik negyeddöntőt (Spanyolország–Olaszország 1–0) és az egyik elődöntőt ( Lengyelország–Ausztrália 6–1) vezette.
Vezetett mérkőzéseinek száma: 3

#### Amerika Kupa
Az 1993-as Copa América a 36. kiírás volt, amely a Dél-amerikai válogatottak első számú tornája. A tornát a CONMEBOL szervezte, melynek a házigazdája Ecuador volt, ahol a Kolumbia–Bolívia (1:1) és az Argentína–Kolumbia (1:1) csoporttalálkozókat, az egyik negyeddöntőt, a Ecuador–Paraguay (3:0) és a jelen lévő CONMEBOL Játékvezető Bizottság javaslatára, figyelemmel a kiegyensúlyozott, megbízható tevékenységére felkérte az Argentína–Mexikó (2:1) döntő találkozó szolgálatára.
Az 1995-ös Copa América a 37. kiírás volt, melynek a házigazdája Bolívia volt, ahol az Uruguay–Paraguay (1:0) és az Argentína–USA (0:3) csoporttalálkozón működött bíróként.
A 2004-es Copa América a 41. kiírás volt, melynek a házigazdája Peru volt, ahol a Venezuela–Kolumbia (0:1) és az Argentína–Mexikó (0:1) csoportmérkőzéseket irányította. Vezetett mérkőzéseinek száma: 8
Vezetett döntők száma: 1

#### Nemzetközi kupamérkőzések
Vezetett Kupa-döntők száma: 2

#### Interkontinentális kupa
1996-ban a FIFA Játékvezető Bizottsága szakmai munkájának elismeréseként felkérte, a Juventus–River Plate (1:0) egyik döntő bíráskodására.

##### Copa Libertadores
| Időpont          | Helyszín                    | Mérkőzés típusa     | Mérkőzés                           | Eredmény | Nézők száma |
| ---------------- | --------------------------- | ------------------- | ---------------------------------- | -------- | ----------- |
| 2001. június 20. | Estadio Azteca, Mexikóváros | döntő első mérkőzés | Cruz Azul (Mexikó)–CA Boca Juniors | 0 – 1    | 115 000     |

##### Dél-Amerika Kupa
2002-ben a CONMEBOL Játékvezető Bizottság felkérte, hogy az Atlético Nacional–San Lorenzo (0:4) első döntő mérkőzést vezesse.

## Sportvezetői pályafutása
A CONMEBOL Játékvezető Bizottságának harmadik elnöke - ANAF és a Brazil Labdarúgó-szövetség Játékvezető Bizottságának (JB) [FEBAF] elnöke.

## Szakmai sikerek
- Öt alkalommal: 1993-ban, 1994-ben, 1995-ben, 1996-ban és 2000-ben lett Brazíliában az Év Játékvezetője cím kitüntetettje.
- Nemzetközi sporttevékenységének elismeréseként a Medalha da Ordemmel do Mérito Legislativó érdemrenddel tüntették ki.
- Az IFFHS szerint 2004-ben a világ legjobb játékvezetőinek sorrendjében, azonos pontszámmal Valentyin Valentyinovics Ivanovval a 7. helyen lett kiemelve.
- Az International Federation of Football History & Statistics - IFFHS 1987-2011 évadokról tartott nemzetközi szavazásán 151, játékvezető besorolásával minden idők 44, legjobb bírójának rangsorolta, holtversenyben Benito Archundia, Wolfgang Stark társaságában. A 2008-as szavazáshoz képest 11 pozíciót előbbre lépett.
- 2007-ben a nemzetközi játékvezetés hírnevének erősítése, hazájában 10 éve a legmagasabb Ligában (osztályban) folyamatosan tevékenykedő, eredményes pályafutása elismeréseként, a FIFA JB felterjesztésére az 1965-ben alapított International Referee Special Award címmel és oklevéllel tüntette ki.